# English Mechanic

English Mechanic von 1904

English Mechanic war eine britische Automarke.

## Unternehmensgeschichte
Die Zeitschrift The English Mechanic and World of Science and Art verbreitete zwischen 1900 und 1905 eine Reihe von Artikeln des Ingenieurs Hyler White, mit deren Hilfe handwerklich geschickte Personen unter Verwendung von am Markt erhältlichen Teilen ihre eigenen Autos zusammenbauen konnten, sozusagen die ersten Kit Cars der Automobilgeschichte. Als Markenname wurde die Kurzform der Zeitschrift, also English Mechanic, verwendet.

## Fahrzeuge
- 3 HP, Einzylindermotor, ähnelt den Heckmotorfahrzeugen von Benz
- Steam Car, Dampfmotor mit zwei Zylindern
- Steam Tricycle, Dreirad, Dampfmotor mit zwei Zylindern
- 8 HP, Zweizylindermotor, ähnelt den Fahrzeugen von Léon Bollée
- 5 HP, ähnelt amerikanischen Modellen, mit Einzylindermotor unter den Sitzen

Zwei Fahrzeuge dieser Marke, ein 3 HP Zweisitzer von 1900 und ein 8 HP Tonneau von 1904, sind erhalten geblieben und nehmen gelegentlich am London to Brighton Veteran Car Run teil.
Das Auktionshaus Bonhams bot am 2. November 2018 ein Fahrzeug von 1900 an, erwartete einen Preis von 65.000 bis 85.000 Pfund Sterling, erzielte nur ein Höchstgebot von 58.000 Pfund und verkaufte das Fahrzeug nicht.